# Дидерево
Дидерево — деревня в Калязинском районе Тверской области. Входит в состав Старобисловского сельского поселения.

## География
Находится в юго-восточной части Тверской области на расстоянии приблизительно 32 км на юг-юго-восток по прямой от районного центра города Калязин на правом берегу реки Нерль.

## История
Была отмечена на карте 1825 года. В 1859 году здесь (тогда деревня Калязинского уезда Тверской губернии) было учтено 58 дворов, в 1940—136, в 1978 — 66.

## Население
Численность населения: 391 человек (1859 год), 30 в 2002 году, 14 в 2010.